# Leontien van Moorsel
Leontine Martha Henrica Petronella „Leontien” Zijlaard-van Moorsel (ur. 22 marca 1970 w Boekel) – holenderska kolarka torowa i szosowa, sześciokrotna medalistka olimpijska i jedenastokrotna medalistka mistrzostw świata.

## Kariera
Pierwszy sukces Leontien van Moorsel osiągnęła w 1989 roku, kiedy została mistrzynią Holandii w kolarstwie szosowym. Rok później odniosła pierwsze sukcesy międzynarodowe, zdobywając złote medale w jeździe drużynowej na czas na mistrzostwach świata w Utsunomiya oraz w indywidualnym wyścigu na dochodzenie podczas mistrzostw świata w Maebashi. W 1991 roku zdobyła złoto w wyścigu ze startu wspólnego na mistrzostwach w Stuttgarcie, a rok później miał miejsce jej olimpijski debiut. Na igrzyskach olimpijskich w Barcelonie była ósma w indywidualnym wyścigu na dochodzenie, a w szosowym wyścigu ze startu wspólnego zajęła 23. miejsce. W 1993 roku zdobyła kolejny tytuł mistrzyni świata, wygrywając wyścig ze startu wspólnego podczas mistrzostw świata w Oslo.
Holenderka musiała się jednak wycofać z czynnego kolarstwa w związku z anoreksją, w wyniku której straciła ok. 20 kg. Pokonała jednak chorobę i wróciła do sportu w 1997 roku, zdobywając mistrzostwo kraju w wyścigu indywidualnym na dochodzenie. W 1998 roku zdobyła kolejne tytuły międzynarodowe: na mistrzostwach świata w Valkenburgu zdobyła złoty medal w jeździe indywidualnej na czas oraz srebro w wyścigu ze startu wspólnego, ulegając jedynie Litwince Dianie Žiliūtė. Ponadto na mistrzostwach świata w Bordeaux była druga w indywidualnym wyścigu na dochodzenie, za Australijką Lucy Tyler-Sharman. Podczas mistrzostw świata w Weronie w 1999 roku obroniła tytuł wywalczony rok wcześniej w jeździe indywidualnej na czas. Największe sukcesy van Moorsel osiągnęła na igrzyskach olimpijskich w Sydney w 2000 roku. We wszystkich swoich startach zdobyła medale, w tym aż trzy złote: w indywidualnej jeździe na czas, w wyścigu ze startu wspólnego oraz w indywidualnym wyścigu na dochodzenie. Ponadto wywalczyła srebrny medal w wyścigu punktowym, ustępując tylko Włoszce Antonelli Bellutti.
W latach 2001, 2002 i 2003 trzykrotnie z rzędu zdobywała złote medale mistrzostw świata w kolarstwie torowym w indywidualnym wyścigu na dochodzenie. W 2004 roku brała udział w igrzyskach olimpijskich w Atenach, gdzie w swoim pierwszym starcie, wyścigu szosowym ze startu wspólnego, upadła we wczesnym etapie, co pozbawiło ją szans na obronę tytułu wywalczonego w Sydney. Ostatecznie van Moorsel nie ukończyła tych zawodów. Na tych samych igrzyskach wystąpiła także w jeździe indywidualnej na czas, w której była najlepsza, wyprzedzając o ponad 20 sekund Amerykankę Dede Demet-Barry i Szwajcarkę Karin Thürig. Co więcej, w wyścigu indywidualnym na dochodzenie Leontien zdobyła brązowy medal, przegrywając tylko z Sarą Ulmer z Nowej Zelandii oraz Katie Mactier z Australii. Po tych igrzyskach postanowiła zakończyć karierę. Na arenie krajowej zdobyła 35 medali, w tym 18 złotych.